# Brawley Nolte
Brawley King Nolte (Los Angeles, Califórnia, 20 de junho de 1986) é um ator norte-americano. Brawley é filho do ator Nick Nolte com Rebecca Linger.
Interpretou o garoto "Sean Mullen", filho sequestrado do personagem de Mel Gibson e Rene Russo no filme de 1996, O Preço de Um Resgate.

## Filmografia
| Filmes | Filmes          | Filmes                | Filmes                  |
| Ano    | Título Original | Título (Brasil)       | Papel                   |
| ------ | --------------- | --------------------- | ----------------------- |
| 1996   | Mother Night    | Mother Night          | Howard Campbell (jovem) |
| 1996   | Ransom          | O Preço de Um Resgate | Sean Mullen             |
| 1997   | Affliction      | Temporada de Caça     | Wade Whitehouse (jovem) |
| 2009   | My Horizon      | My Horizon            | Taco                    |
| 2010   | Magic Boys      | Magic Boys            | Terry                   |

## Prêmios e Indicações
| Prêmios | Prêmios   | Prêmios             | Prêmios                                    | Prêmios               |
| Ano     | Resultado | Premiação           | Categoria                                  | Título                |
| ------- | --------- | ------------------- | ------------------------------------------ | --------------------- |
| 1997    | Indicado  | Young Artist Awards | Melhor Jovem Ator (coadjuvante/secundário) | O Preço de Um Resgate |